# Stortjärnen (Särna socken, Dalarna, 684351-137030)
Stortjärnen är en sjö i Älvdalens kommun i Dalarna och ingår i Dalälvens huvudavrinningsområde.